# Херман, Иоганнес
Иоганнес Херман (нем. Johannes Heermann; 11 октября 1585, Раутен, Силезия — 17 февраля 1647, Лисса, Польша) — немецкий поэт и богослов; крупнейший немецкий автор протестантских гимнов после Лютера
.

## Биография
Иоганнес Херман родился 11 октября 1585 года в Раутене в Силезии (ныне гмина Рудна, Польша).

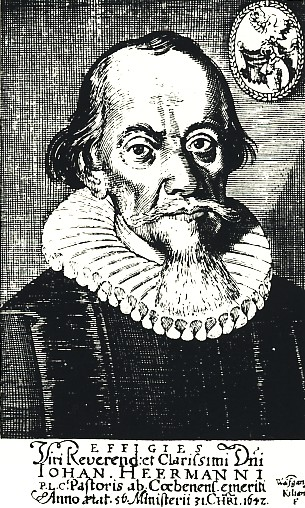
Иоганн Герман

С 1609 года Херман учился в гимназии в Бреслау, а с 1604 по 1609 в княжеской школе в Бреге. В 1609 году в возрасте 23 года стал поэтом-лауреатом, а в 1611 пастором в селении Кобен (Köben), где работал до 1639 года. Из пострадавшего в Тридцатилетнюю войну Кобена Херман перебрался в великопольский город Лешно. Где до конца своих дней прослужил пастором в местной лютеранской кирхе.
Гимны Хермана были чрезвычайно популярны в Германии, его сборник «Exercitium pietatis» выдержал 24 издания. Всего Херманом написано более 400 религиозных песнопений. Автор песни «Herzliebster Jesu», использованной Бахом в «Страстях по Матфею».
Иоганнес Херман умер 17 февраля 1647 года в городе Лиссе (ныне Лешно, Польша).
Херманн отмечен в «Лютеранском церковном календаре» («Календаре святых») лютеранской церкви, вместе с коллегами-гимнистами Паулем Герхардтом и Филиппом Николаи.